# He Zizhen
He Zizhen, född i september 1909 i Yongxin, Jiangxi-provinsen, död 19 april 1984 i Shanghai, var en kinesisk kommunist och Mao Zedongs tredje hustru. 
Hon studerade vid Finska missionssällskapets flickskola i hemorten Yongxin och gick med i Kinas kommunistiska parti 1927.
Hon introducerades till Mao Zedong av gerillaledaren Yuan Wencai när Mao var på flykt från Kuomintangs vita terror 1927 och arbetade inledningsvis som Maos lokala tolk i gerillabasen i Jinggangbergen, där man talade en kinesisk dialekt som Mao och hans trupper ej förstod. 1928 gifte hon sig med Mao Zedong trots att Mao fortfarande var gift med Yang Kaihui, som han lämnat kvar i Changsha. Yang avrättades två år senare av myndigheterna som en repressalie mot Maos gerillaverksamhet i Jiangxi.
He Zizhen fick tre döttrar och tre söner och He Zizhen åtföljde Mao på den Långa marschen till Shaanxi-provinsen. 1937 upplöstes äktenskapet, då Mao gifte sig med skådespelerskan Jiang Qing.
1979-1984 var hon vice ordförande i Kinesiska folkets politiskt rådgivande konferens.